# Liste der Stolpersteine in Torgelow

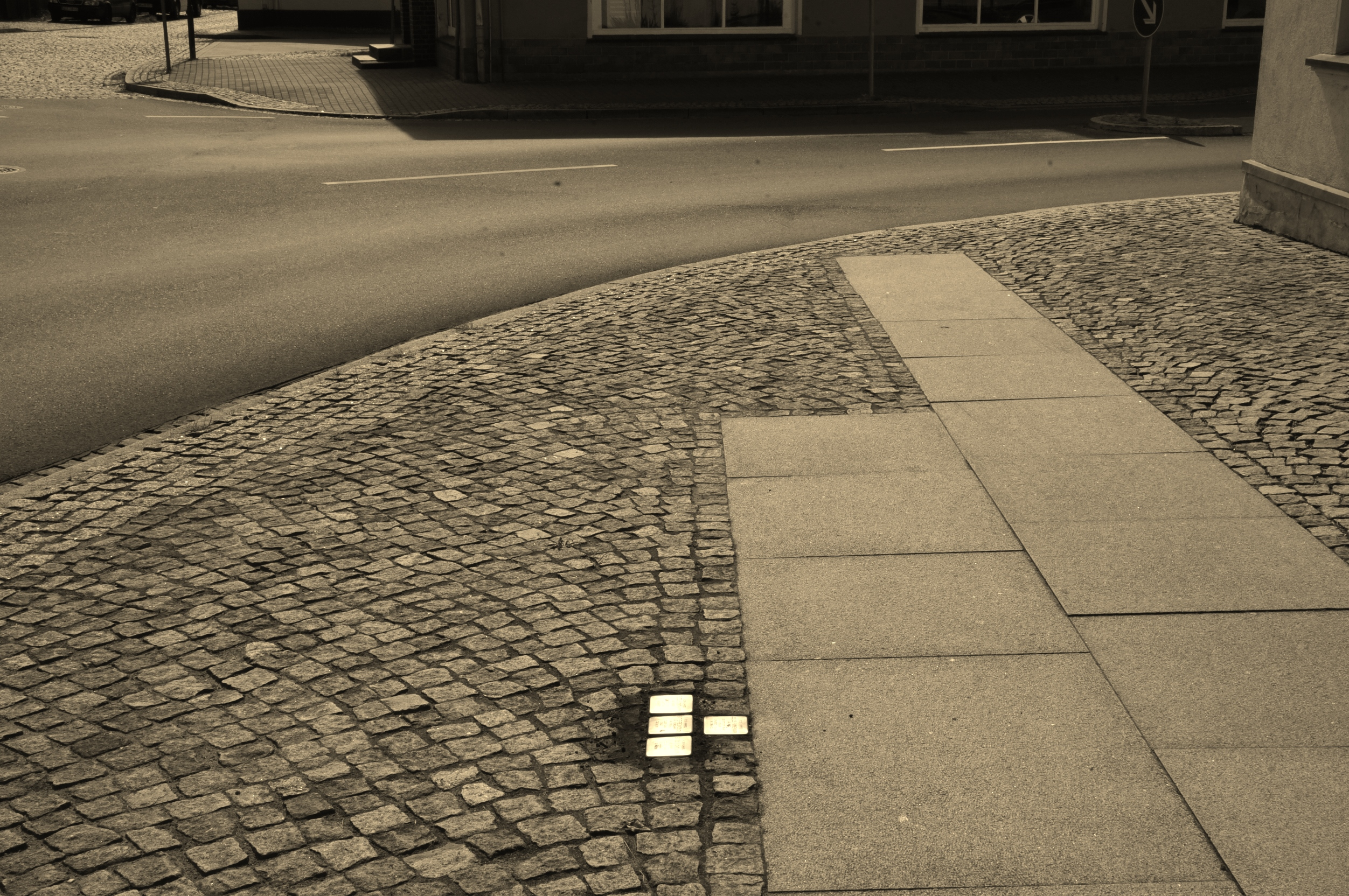
Stolpersteine in Torgelow

Die Liste der Stolpersteine in Torgelow umfasst jene Stolpersteine, die vom Kölner Künstler Gunter Demnig in Torgelow verlegt wurden. Sie sind Opfern des Nationalsozialismus gewidmet, die vom NS-Regime drangsaliert, deportiert, ermordet, in die Emigration oder in den Suizid getrieben wurden. Demnig verlegt für jedes Opfer einen eigenen Stein, im Regelfall vor dem letzten selbst gewählten Wohnsitz.
Die Stolpersteine wurden am 9. Juli 2008 verlegt.

## Juden in Torgelow
Aus einem Statut der Jüdischen Gemeinde von Ueckermünde des Jahres 1860 geht hervor, dass auch kleine Ortschaften aus dem näheren Umkreis wie Altwarp, Neuwarp (heute im polnischen Westpommern gelegen), Eggesin und Torgelow zum Synagogenbezirk gehörten. In der Töpferstraße von Ueckermünde unterhielt die Gemeinde einen Betraum, des Weiteren wurde 1821 ein Jüdischer Friedhof angelegt. Auch eine kleine Religionsschule soll bestanden haben. Nach der nationalsozialistischen Machtübernahme im Jahr 1933 sollen noch zehn bis zwölf jüdische Familien in Ueckermünde gelebt haben. Sie wurden verfolgt und vertrieben oder verhaftet und ermordet.
Dasselbe Schicksal traf die vierköpfige Familie Gronemann und die anderen Juden von Torgelow. 1910 lebten noch insgesamt 21 jüdische Bürger in der Stadt, 1925 noch 14, 1933 nur mehr neun. Während der Novemberpogrome des Jahres 1938 wurde die Synagoge von Torgelow niedergebrannt. Tags darauf wurden die Schaufenster eines Geschäfts eingeschlagen, dessen Eigentümer ein jüdischer Mitbürger war.

## Liste der Stolpersteine
In Torgelow wurden bisher vier Stolpersteine verlegt.
| Stolperstein | Inschrift                                                                              | Verlegeort        | Name, Leben |
| ------------ | -------------------------------------------------------------------------------------- | ----------------- | --- |
|              | HIER WOHNTE KÄTHE FREUNDLICH GEB. GRONEMANN JG. 1904 FLUCHT 1938 CHILE ÜBERLEBT        | Wilhelmstraße 1 · | Käthe Freundlich, geborene Gronemann (1904–?) |
|              | HIER WOHNTE FRITZ GRONEMANN JG. 1902 FLUCHT 1933 PALÄSTINA ÜBERLEBT                    | Wilhelmstraße 1 · | Fritz Gronemann (1902–?) |
|              | HIER WOHNTE HANS GRONEMANN JG. 1905 FLUCHT 1939 SHANGHAI ÜBERLEBT                      | Wilhelmstraße 1 · | Hans Gronemann (1905–?) |
|              | HIER WOHNTE JULIUS GRONEMANN JG. 1871 DEPORTIERT 1940 LUBLIN ERMORDET 1942 IN EINEM KZ | Wilhelmstraße 1 · | Julius Gronemann wurde am 9. Januar 1871 in Rützow geboren. Er war Tuchmacher und betrieb ein florierendes Textilgeschäft in der Wilhelmstraße 1. Er hatte zumindest drei Kinder, Fritz (geboren 1902), Käthe (geboren 1904) und Hans (geboren 1905). Er engagierte sich ehrenamtlich bei der freiwilligen Feuerwehr und war bis zur Machtergreifung der Nationalsozialisten deren Sekretär. Bereits 1933 begannen uniformierte Anhänger des Hitler-Regimes seine Kunden zu belästigen und versuchten ihnen den Zutritt zum Geschäft zu verwehren. Ende des Jahres beschloss er, sein Geschäft aufzugeben. Gronemann verkaufte an einen ehemaligen Mitarbeiter, Wilhelm Koerner, Mitglied der NSDAP. Seine Kinder konnten rechtzeitig flüchten: Fritz 1933 nach Palästina, Käthe 1939 nach Chile und Hans ebenfalls 1939 nach Shanghai. Julius Gronemann zog nach Stettin. Am 12. Februar 1940 wurde er von Stettin aus in das Ghetto Glusk deportiert. Julius Gronemann wurde vom NS-Regime im Rahmen der Shoah ermordet und später für tot erklärt. Auf seiner letzten Postkarte, gerichtet an seine Kinder, ist zu lesen: „Wir werden nach Polen deportiert und kennen unser Schicksal.“ |